# Бождаревићи
Бождаревићи су насељено место у Босни и Херцеговини у општини Коњиц у Херцеговачко-неретванском кантону које административно припада Федерацији Босне и Херцеговине.  Према прелиминарним резултатима пописа 2013. у несељу живи 58 становника.

## Становништво
По последњем службеном попису становништва из 1991. године, у насељу Бождаревићи живело је 168 становника. Становници су претежно били Муслимани.  Према прелиминарним резултатима пописа 2013. у несељу је живело 58 становника у 23 домаћинства.

## Становништво Бождаревића по националној структури по пописима
| Националност       | 1971. | 1981. | 1991.        | 2013. |
| Муслимани          |       |       | 160 (95,24%) |       |
| Хрвати             |       |       | 7 (4,17%)    |       |
| остали и непознато |       |       | 1 (0,59%)    |       |
| Укупно             | 215   | 182   | 168          | 58    |

### Кретање броја становника по пописима
| година пописа  | 1948. | 1953. | 1961. | 1971. | 1981. | 1991. | 2013. |
| бр. становника | —     | —     | 163   | 215   | 182   | 168   | 58    |